# Arcangelo Corelli
Arcangelo Corelli (Fusignano; 17 de febrero de 1653-Roma; 8 de enero de 1713) fue un violinista y compositor del período barroco italiano.
Se formó en Bolonia y Roma, y desarrolló gran parte de su carrera en esta ciudad, gracias también a la protección de grandes mecenas aristócratas y eclesiásticos. Aunque toda su producción se limita a solo seis colecciones de obras publicadas —una de concerti grossi y las demás sonatas a trío o para un instrumento solo—, alcanzó gran fama y éxito en toda Europa, cristalizando además modelos de amplia influencia.
Su escritura fue admirada por su equilibrio, refinamiento, armonías suntuosas y originales, la riqueza de sus texturas, el efecto majestuoso de su teatralidad y su polifonía clara y melodiosa, cualidades consideradas una expresión perfecta de los ideales clásicos, a pesar de pertenecer a la época barroca y emplear en muchas ocasiones recursos propios de esta escuela, como la exploración de contrastes dinámicos y expresivos, pero siempre atemperados por un gran sentido de la moderación. Fue uno de los primeros en aplicar plenamente, con un propósito expresivo y estructurante, el nuevo sistema tonal recientemente consolidado después de al menos doscientos años de experimentación. Trabajó regularmente como director o violinista solista para representaciones de óperas, oratorios y otras obras, además de participar activamente en la evolución de la orquesta sinfónica tradicional. Como violinista virtuoso fue considerado uno de los más grandes de su generación y contribuyó, gracias al desarrollo de las modernas técnicas interpretativas y a sus numerosos discípulos repartidos por toda Europa, a colocar el violín entre los instrumentos solistas más prestigiosos.
Figura dominante en la vida musical romana hasta sus últimos años y muy apreciado internacionalmente, fue disputado por numerosos tribunales y admitido en la sociedad artística e intelectual más prestigiosa de su tiempo, la Academia de la Arcadia. Conocido en su época como «el nuevo Orfeo», "el príncipe de los músicos” y otros adjetivos similares, en torno a su figura se generó un gran folklore y su fama no disminuyó tras su muerte.Aún hoy su obra es objeto de una voluminosa bibliografía crítica y sus sonatas siguen siendo ampliamente utilizadas en las academias de música como material didáctico y como piezas capaces de consolidarse en el repertorio concertístico actual. Su posición en la Historia de la música occidental se considera crucial, siendo reconocido como uno de los más grandes maestros entre el siglo XVII y el siglo XVIII, así como uno de los primeros y más grandes clasicistas.

## Biografía

### Origen y primeros años
Arcangelo Corelli nació el 17 de febrero de 1653 en la aldea de Fusignano, entonces parte del Estado Pontificio, quinto hijo de Arcangelo Corelli y Santa Raffini. Su padre murió poco más de un mes antes de su nacimiento. Las biografías antiguas han construido genealogías ilustres para su familia que se remontan al romano Coriolano (Gneo Marcio Coriolano) y los poderosos patricios venecianos Correr, pero carecen de fundamento. Sin embargo, están documentados en Fusignano desde 1506, donde ingresaron al patriciado rural, adquiriendo riquezas y considerable extensión de tierras. Su familia era turbulenta y orgullosa, y durante mucho tiempo disputó con los Calcagni la investidura del feudo de Fusignano, que el otro poseía, sin obtenerla.
La tradición dice que su vocación musical se reveló muy temprano, cuando escuchó a un sacerdote violinista, pero la idea de seguir la música como profesión no estaba en los planes de la familia. Los Corelli ya habían producido varios juristas, matemáticos e incluso poetas, pero ningún músico. Este arte era cultivado por las élites de su época más como un hobby y placer para los aficionados y señalaba una educación y un gusto refinados, pero los profesionales pertenecían a las clases bajas y no gozaban de gran prestigio social. De esta manera su madre viuda le permitió recibir los rudimentos del arte, con maestros de cuyos nombres no recuerda, siempre que no abandonara la educación formal propia de un aristócrata, que comenzó a recibir en Lugo y luego a Faenza.

### Período boloñés
A los trece años se encuentra en Bolonia, donde definió su vocación, decidiendo dedicarse por completo a la música. No se sabe qué aprendió en Lugo y Faenza, pero según el testimonio del docto Padre Martini, hasta ese momento sus conocimientos de música eran mediocres. En Bolonia entró en contacto con maestros famosos, entre ellos Giovanni Benvenuti y Leonardo Brugnoli, y quizás también Giovanni Battista Bassani, y su predilección por el violín comenzó a manifestarse. Su progreso en el estudio del instrumento fue tan rápido que solo cuatro años más tarde, en 1670, fue admitido en la prestigiosa Academia Filarmónica de Bolonia, una de las más selectas de Italia, aunque su patricio origen podría haber tenido alguna influencia en la elección. No se sabe hasta qué punto la elección de los profesores fue intencionada o simplemente producto de las circunstancias, pero a juzgar por un comentario de 1679, parecían ser los mejores profesores disponibles en la ciudad, no habiendo otros que pudieran ofrecer un mejor nivel. En cualquier caso, sus profesores le acercaron a una nueva corriente que ponía mayor énfasis en la brillantez interpretativa, en detrimento de las tradiciones de la antigua escuela contrapuntística, en la que los instrumentos tenían un peso más o menos similar en los conjuntos. De hecho, en su madurez Corelli sería uno de los grandes defensores del rápido ascenso del violín como instrumento solista y capaz de mostrar el virtuosismo de los intérpretes. El estilo que se consolidó en esta primera fase muestra una particular influencia de Brugnoli, cuya capacidad interpretativa fue definida por Martini como original y maravillosa, siendo también excelente en la improvisación.
Solo una sonata para trompeta, dos violines y bajo continuo, y una sonata para violín y bajo, que se publicaron solo años después, pueden atribuirse al período boloñés. Consciente de su precaria formación contrapuntística, llegó a Roma para perfeccionar sus estudios de composición de la mano de Matteo Simonelli, conocido el "Palestrina del siglo XVII". Es posible que haya llegado allí ya en 1671, pero su presencia solo está documentada a partir de 1675 en adelante. Hay poca información sobre su vida durante este período de tiempo. Un viaje a París, donde supuestamente entró en contacto con el famoso Lully, despertando su envidia, ahora se considera parte de la anécdota que se ha formado en torno a su figura a raíz de su fama. Las biografías más antiguas también se refieren a viajes a Múnich, Heidelberg, Ansbach, Düsseldorf y Hannover, aunque descartados por la historiografía moderna como improbables.

### Roma: madurez y consagración
Simonelli fue un clasicista y experto contrapuntista y ejerció una importante influencia en su madurez como compositor y en el desarrollo del estilo compositivo que le haría famoso, que se apartó del virtuosismo simple heredado de la escuela boloñesa, mostrando un notable equilibrio entre instrumentos, brillantez y una distribución más equitativa de roles entre las voces de la orquesta, que se habría revelado magistralmente en sus doce concerti grossi.
La primera documentación de su presencia en Roma es del 31 de marzo de 1675, que lo atestigua entre los violinistas en la interpretación de un grupo de oratiorio en la Iglesia de San Juan de los Florentinos, incluido el San Giovanni Battista de Alessandro Stradella. El 25 de agosto fue incluido en la lista de artistas para las celebraciones de la fiesta de San Luigi que tuvieron lugar en la iglesia de San Luis de los Franceses, en presencia de la nobleza y el cuerpo diplomático. Entre 1676 y 1678 está documentado como segundo violín en la misma Iglesia. El 6 de enero de 1678 fue primer violín y director de la orquesta que presentó la ópera Dov'è amore è pieta, de Bernardo Pasquini, en la inauguración del Teatro Capranica. Esta actuación representó su consagración en el mundo musical romano. Se convirtió en primer violín de la Orquesta de San Luigi y en 1679 entró al servicio de la ex reina Cristina de Suecia, que se había instalado en Roma.
En 1680 completó y presentó públicamente su primera colección organizada de obras, impresa en 1681: Sonate à tre, doi Violini, e Violone, o Arcileuto, col Basso per l'Organo, que dedicó a Cristina de Suecia. En esta colección, su estilo inmediatamente dio signos de madurez. En los años siguientes aparecerá una serie de obras relativamente pequeña pero regular. En 1685 salió a la luz su Segunda Obra, compuesta por doce sonatas de cámara, en 1689 la colección de doce Sonatas da iglesia, en 1694 otra serie de doce sonatas de cámara, en 1700 sus doce sonatas para violín y bajo, que culminaron en 1714 con su Opera Sesta, la serie de doce concerti grossi, publicada póstumamente.
Durante este período su prestigio creció, llegando a ser conocido internacionalmente como director, compositor y virtuoso del violín, y sus obras fueron reimpresas en muchas ciudades europeas ante la admiración común. De agosto de 1682 a 1709 fue siempre director de la orquesta de San Luigi. En 1684 abandonó la corte de Cristina, por motivos económicos, y se puso al servicio del cardenal Benedetto Pamphili, quien en 1687 lo nombró su profesor de música y sería su amigo y gran mecenas. En el mismo año fue contado entre los miembros de la prestigiosa Congregación de los Virtuosos de Santa Cecilia en el Panteón. Por esta época comenzó a dar lecciones privadas, particularmente a Matteo Fornari, quien también sería un fiel secretario y ayudante por el resto de su vida. En 1687 organizó un gran concierto en honor del rey Jaime II de Inglaterra con motivo de la embajada enviada al Inocencio XI, dirigiendo una orquesta de 150 músicos. Gracias a la intervención de Pamphili, Corelli se convirtió en director de música en la corte del cardenal Pietro Ottoboni, sobrino del Papa Alejandro VIII. Ottoboni fue una persona de gran influencia en el mundo católico y se dedicó a un intenso mecenazgo, y en cuyo palacio fue a vivir el propio Corelli. Su amistad se extenderá a la familia Corelli, acogiendo en su corte a los hermanos Ippolito, Domenico y Giacinto. Allí el compositor habría tenido total libertad de acción, sin la presión que otros músicos sufrían por parte de sus poderosos maestros.
Al margen de la opulencia de estas cortes, su vida personal fue modesta y discreta, permitiéndose solo el lujo de adquirir una colección de pinturas. La vida romana de Corelli transcurrió entre una sucesión de éxitos artísticos y personales, disputados por diversas cortes y siendo considerado el más grande músico de su tiempo. Para coronar su carrera, en 1706 fue admitido en la Academia de Arcadia, el más alto honor para un artista de la época, donde adoptó el nombre simbólico de Arcomelo Erimanteo. Pamphili regresó de Bolonia entre 1704 y 1705, solicitando varias actuaciones al músico, y a partir de ese momento también comenzó a dirigir la orquesta de la Academia de Artes del Dibujo.
Sin embargo, su vida no estuvo exenta de fracasos y amarguras. Su Opera Seconda recibió duras críticas del boloñés Matteo Zanni por supuestos errores de contrapunto. El autor escribió una defensa indignada que dio lugar a una controversia epistolar que duró meses. También sigue siendo famoso un episodio ocurrido durante un viaje a Nápoles, donde aparentemente fue llamado por el rey, deseoso de escucharlo. Cuenta la tradición que la visita estuvo llena de desgracias. En primer lugar, el compositor consideró insatisfactoria la interpretación de sus obras por parte de la orquesta local. Posteriormente, cuando presentó ante la corte el adagio de una de sus sonatas, el soberano lo encontró aburrido y abandonó la interpretación a mitad de la interpretación, lo que provocó la mortificación del músico. Finalmente, durante la interpretación de una obra de Alessandro Scarlatti, en la que participó como violinista solista, supuestamente cometió varios errores. De nuevo según una tradición quizás espuria, durante la representación de una ópera de Händel, durante la estancia de este último en Roma, su interpretación no agradó al autor, quien supuestamente tomó el violín de su mano y le mostró cómo debía ser interpretado.

### Últimos años
En 1708, en una carta al elector del Palatinado, afirmó que ya no gozaba de buena salud. En él también declaraba que ya estaba ocupado preparando su última colección de obras, los concerti grossi, que sin embargo no habría tenido tiempo de ver publicados. En 1710 dejó de aparecer en público, siendo sustituido por su discípulo Fornari en la dirección de la orquesta de San Luigi. Hasta 1712 residió en el palacio de la Cancillería, y a finales de ese año, tal vez prefigurando su fin, se trasladó al Palazzetto Ermini, donde vivió con su hermano Giacinto y su hijo.
El 5 de enero de 1713 redactó su testamento, que incluía un patrimonio relativamente modesto, formado por sus violines y partituras y una pensión, en el que, sin embargo, destacaba la gran colección de pinturas que coleccionó a lo largo de su vida, con alrededor de 140 piezas. Murió la noche del 8 de enero, sin que se conozca la causa de su muerte. Aún no había cumplido los sesenta.
Lo hizo enterrar en el Panteón, privilegio nunca concedido a un músico, y durante muchos años se celebró solemnemente el aniversario de su muerte. El legado musical que dejó Corelli influyó en toda una generación de compositores, entre ellos Antonio Vivaldi, Georg Friedrich Händel, Johann Sebastian Bach y François Couperin, así como muchos otros, incluidos italianos, como el piamontés Giovanni Battista Somis, por quien posteriormente pasaron los modelos corellianos a Gaetano Pugnani y Giovanni Battista Viotti.

### Vida personal
Corelli nunca se casó y se desconoce si alguna vez tuvo alguna relación romántica. Recientemente se ha especulado que pudo haber sido amante de su discípulo Matteo Fornari, con quien vivió en los palacios de sus mecenas y a quien legó todos sus violines, pero no hay pruebas que sustenten esta tesis.
Su personalidad era generalmente descrita como tímida, ordenada, austera, servicial y tranquila, imagen de invariable serenidad y dulzura, que solía cambiar en momentos de trabajo, mostrándose en situaciones tales como enérgico, exigente y decidido. Handel, que entró en contacto con él en Roma, escribió sobre Corelli: «Sus dos características dominantes eran su admiración por las pinturas, que se dice que siempre recibe como regalo, y un extremo ahorro. Su guardarropa no era extenso. Generalmente vestía con ropa negra, vestía una capa oscura, siempre andaba a pie y protestaba enérgicamente si alguien quería obligarlo a tomar un carruaje».
Fuentes de la época afirman que cuando emprende la ejecución de pasos solistas de violín su figura se «transmuta, se contorsiona, sus ojos se tiñen de rojo y se giran en sus órbitas como si estuviera en agonía».

## Obra

### Consenso
La figura artística de Corelli floreció en el apogeo del barroco, una corriente cultural caracterizada por una expresividad artística recargada y exuberante, rica en dramatismo y fuertes contrastes. Su música se desarrolló a partir de la polifonía renacentista, pero se caracterizó por una transición hacia una mayor independencia entre las voces. Nuevos factores socioculturales y religiosos, así como una fuerte influencia del teatro y la retórica, determinaron el desarrollo de un renovado lenguaje musical que podía expresar mejor el espíritu de la época, desarrollándose así una amplia gama de nuevas armónicas, técnicas vocales e instrumentales. Es el período en el que se consolida definitivamente el sistema tonal, abandonando el antiguo sistema modal, y que tiene su expresión más típica en el estilo de escritura denominado bajo continuo, o bajo cifrado, en el que la línea de bajo y la línea superior están escritas íntegramente, dejando a criterio del intérprete la ejecución del relleno armónico atribuido a las demás partes, indicado sintéticamente por el autor mediante una cifra. La gran importancia atribuida a la voz superior, que relegaba las demás partes a un papel subordinado, sacó a relucir la figura del virtuoso solista.

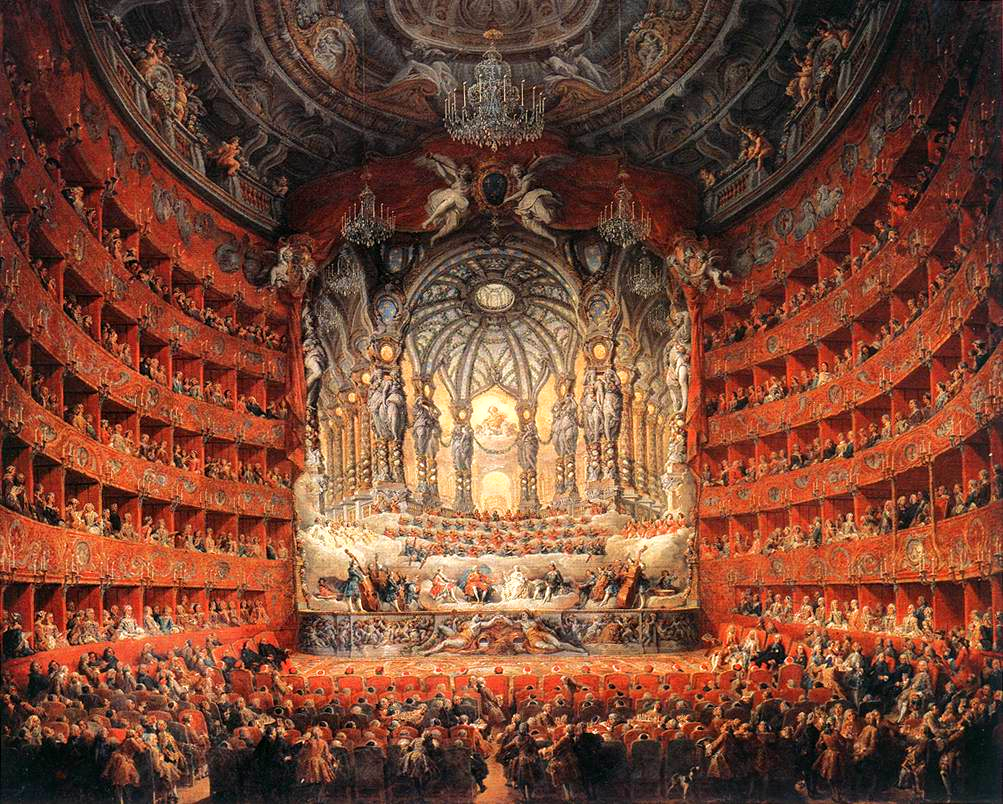
El Teatro Argentina (Panini, 1747, Musée du Louvre)

También se introdujeron las afinaciones temperatas, la melodía tenía muchas veces inspiración popular y las disonancias comenzaron a utilizarse como recurso expresivo. La polifonía permaneció omnipresente especialmente en la música sacra, generalmente más conservadora, pero la complejidad que la caracterizó en siglos anteriores, que a menudo hacía incomprensibles los textos cantados, fue abandonada en favor de un contrapunto mucho más claro y simplificado, en el que la primacía era a menudo se le da a la voz más fuerte. Además, en el campo del simbolismo y el lenguaje, fue de gran importancia el desarrollo de la teoría de los afectos, en la que figuras, melodías, tonos y recursos técnicos específicos y estandarizados se convirtieron en un léxico musical al servicio de la expresión. Tales recursos fueron muy comunes en la ópera, el género más popular e influyente de la época, ejerciendo una influencia decisiva también en la dirección de la música instrumental, un lenguaje que Corelli contribuyó significativamente a articular y afirmar. A nivel formal, el Barroco consolidó las formas de la suite y la sonata en múltiples movimientos, lo que dio origen a la sonata da chiesa, la sonata da camera, al sonata, al concerto grosso, al concierto solista y, posteriormente, a la sinfonía. En general, los cambios introducidos por el Barroco constituyeron una revolución en la historia de la música, quizás tan importante como las promovidas por el surgimiento del ars nova en el siglo XIV y la música de vanguardia en el siglo XX.
Bolonia, donde originalmente estudió Corelli, con sus 60 000 habitantes era la segunda ciudad más importante del Estado Pontificio, sede de la universidad más antigua del mundo y centro de una intensa vida cultural y artística. Había varias iglesias grandes que mantenían orquestas, coros y escuelas permanentes, tres grandes teatros albergaban representaciones dramáticas y operísticas, varias editoriales publicaban partituras y había al menos media docena de academias mantenidas por la nobleza y el alto clero en sus edificios. Todo ello definió tendencias y cánones estéticos, algunos dedicados exclusivamente a la música, entre los que la más famosa fue la Accademia Filarmonica, fundada en 1666 por el conde Vincenzo Maria Carrati. En esta ciudad se formó una ilustre escuela de violín, fundada por Ercole Gaibara, cuyos principios fueron asimilados por Corelli.
Roma, por otro lado, tenía tradiciones, riqueza e importancia mucho mayores en varios niveles, comenzando por ser la sede del catolicismo. Además, fue una capital cosmopolita que acogió a artistas de toda Europa, deseosos de establecerse en escenarios tan ricos, variados e influyentes, donde los grandes mecenas de la Iglesia y la aristocracia se desafiaban organizando suntuosas presentaciones y promocionando a numerosos artistas. Sin embargo, pocas iglesias y cofradías contaban con cuerpos musicales estables y existía un gran intercambio de profesionales entre una celebración y otra. A diferencia de Bolonia, en Roma la Iglesia tuvo una influencia decisiva en la vida cultural, y las directrices al respecto variaron según las preferencias de cada pontífice. Clemente XI, por ejemplo, fue él mismo libretista de óperas y oratorios y promovió la música secular, mientras que el papa Inocencio XI hizo pública, provocando una debacle operística, al tiempo que autorizaba oratorios sagrados. Corelli aparentemente se encontró en este ambiente sin ninguna dificultad, aunque no se sabe quién lo introdujo. En cualquier caso, pronto se ganó el favor de mecenas que se encontraban entre los más destacados de la ciudad.

### El violinista
Como ya se mencionó, Corelli aprendió los fundamentos de la técnica del violín en Bolonia, y como discípulo de los virtuosos Giovanni Benvenuti y Leonardo Brugnoli, siguió las líneas marcadas por Ercole Gaibara, considerado el progenitor de la escuela boloñesa. Más tarde enseñó a muchos estudiantes y generó su propia escuela, pero a pesar de su fama en este campo, sorprendentemente sobreviven pocas descripciones inexactas de su técnica, lo que generó una considerable controversia entre los críticos, una deficiencia que se ve agravada por el hecho de que no escribió ningún manual o tratado. sobre el tema. En su época había varias escuelas de violín en Italia, que proponían diferentes métodos de interpretación e incluso formas en las que el intérprete debía sujetar el violín. Existe una considerable iconografía que describe estas diferencias, donde los violinistas apoyan el instrumento debajo de la barbilla, sobre el hombro o contra el pecho, en diferentes ángulos. Naturalmente, estas diferencias implicaban diferentes técnicas de mano izquierda y arco y, en cierta medida, definieron el estilo y la complejidad de la música que podían interpretar.
Durante el siglo XVIII fue considerado un gran virtuoso, pero los críticos del siglo XX en ocasiones han dudado de los testimonios antiguos. Boyden, por ejemplo, afirmó que "Corelli no puede reclamar un lugar destacado en la historia de la técnica del violín"; Pincherle lo consideraba "inferior a sus contemporáneos alemanes e incluso italianos en términos de técnica pura", y McVeigh dijo que "ciertamente no era uno de los grandes virtuosos de su tiempo". Sin embargo, según Riedo, tales opiniones se basan en lo que se puede deducir de los requisitos técnicos contenidos en sus composiciones, pero este método no es del todo fiel a la realidad, ya que la partitura solo ofrece una vaga idea de lo que podría ser una interpretación en vivo. be , observando también que el estilo desarrollado por Corelli se caracterizaba más por la sobriedad y la cantabilidad que por la extravagancia. Además, sus composiciones, en su versión publicada, se dirigen sobre todo a un público heterogéneo y no solo a especialistas y virtuosos. Al mismo tiempo, sus obras no pueden ser ejemplares de su capacidad para interpretar obras de otros autores, donde pudo haber adoptado un enfoque diferente. Los fracasos del recital de Nápoles y el enfrentamiento con Handel en Roma, donde supuestamente afirmó no tener experiencia en la técnica francesa, se citan a menudo como evidencia que respalda su limitada técnica con el violín, aunque no están firmemente demostrados.

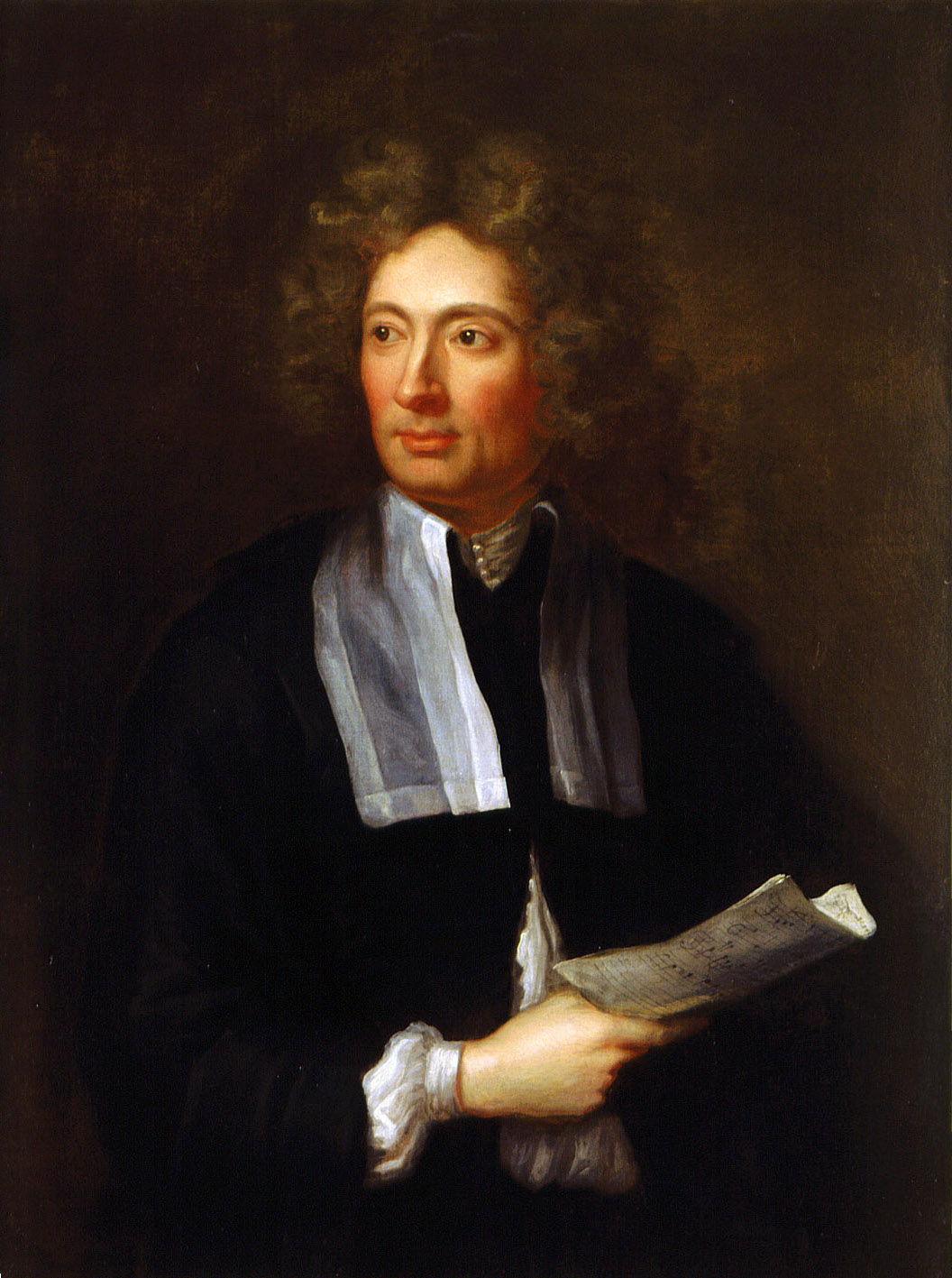
Arcangelo Corelli, 1698

Según la investigación de Riedo, que resume los estudios sobre este aspecto, Corelli probablemente sostuvo el violín contra su pecho y lo proyectó hacia adelante; esta posibilidad está respaldada por grabados y dibujos, así como por fuentes escritas, incluidas descripciones de las interpretaciones de otros violinistas que habían sido sus alumnos o fueron influenciados por él. Esta postura fue muy común desde antes de su tiempo, fue dominante en la Roma de su época y siguió siendo común hasta el siglo XIX. Francesco Geminiani, que probablemente fue su alumno, en su The Art of Playing the Violin (1751) escribió que "el violín debe sostenerse justo debajo de la clavícula, inclinando el lado derecho ligeramente hacia abajo, de modo que que no es necesario inclinarse demasiado al tocar la cuarta cuerda." Walls afirmó que casi ningún virtuoso de la primera mitad del siglo XVIII adoptó una postura diferente. Proporcionó al intérprete una actitud elegante, en el caso de Corelli también importante por ser patricio, pero perjudicó ligeramente la ejecución de las notas más altas de la cuarta cuerda. De hecho, cabe señalar que la música de Corelli rara vez requiere posiciones superiores a la tercera.
Geminiani, que también era un virtuoso, dio voz a una visión muy actual de lo que se espera de un buen violinista: "La intención de la música no es solo complacer al oído, sino expresar sentimientos, tocar la imaginación, influir en la mente, y dominar las pasiones. El arte de tocar el violín consiste en dar al instrumento un sonido que rivalice con la más perfecta voz humana, y en ejecutar cada pieza con exactitud, decoro, delicadeza y expresión según la verdadera intención de la música". En palabras de Riedo, "los puntos de vista ideológicos y estéticos de Geminiani parecen corresponder exactamente a las composiciones de Corelli: realzó las texturas, sin pasajes acrobáticos con cambios extremos de posición y sin efectos virtuosos. Las posiciones de Boyden, Pincherle y McVeigh deben ser reconsideradas, ya que este tipo de virtuosismo acrobático no parece haber sido el objetivo de Corelli." Las descripciones contemporáneas informan que sus actuaciones fueron "eruditas, elegantes y patéticas, y su sonido firme y uniforme". Bremner escribió en 1777: "Me informaron que Corelli no aceptaría en su orquesta a ningún violinista que no pudiera, con un arco, crear un sonido uniforme y potente, como el de un órgano, tocando dos cuerdas al mismo tiempo, y mantenlo durante al menos diez segundos." Esto sugiere que su principal preocupación era el dominio de la técnica del arco, responsable del sonido global producido y de los matices y sutilezas de la dinámica y el fraseo, lo que también coincide con las afirmaciones de la época sobre la capacidad de Corelli para expresar en el violín las más diversas emociones en su plenitud, haciendo que su instrumento "hable" como si fuera una voz humana.
Entre los avances que impulsó en la técnica se encuentran la exploración más intensa de las cuerdas dobles (incluidas figuraciones en una nota pedal), la cuerda sol (hasta entonces poco utilizada), los armónicos, los arpegios, el trémolo. (música)|trémolo]], del rubato, del staccato, de la scordatura, de figuraciones rápidas en terceras, de acordes de más de dos notas y fue el principal proponente de la técnica del bariolage. Aunque Corelli no escribió nada al respecto, los tratados publicados por Geminiani, Francesco Galeazzi y otros influenciados por él probablemente reflejan fielmente los principios del maestro. Sus actuaciones en diversos campos relacionados con el violín -virtuoso, docente y compositor- han dejado una huella imborrable en la historia de este instrumento y han sentado las bases de su moderna técnica.
Se sabe que tuvo muchos alumnos, entre ellos: el mencionado Fornari, Giovanni Battista Somis, Pietro Castrucci, Giovanni Stefano Carbonelli, Francesco Gasparini, Jean-Baptiste Anet, Georg Muffat y Francesco Geminiani.

### El maestro
Poco se sabe de sus actuaciones como director, salvo que desempeñó con éxito este papel durante muchos años al frente de las orquestas de la iglesia de San Luis y de la Academia de las Artes del Dibujo y de innumerables grupos formados para ocasiones puntuales, como recitales en las academias privadas de la nobleza, fiestas cívicas y recepciones diplomáticas. El reconocimiento que recibió fue siempre muy generoso, y se le elogió sobre todo por la gran disciplina de los músicos que dirigió, obteniendo siempre interpretaciones vigorosas, con gran precisión en el ataque de las notas y un potente efecto global. Geminiani informó que "Corelli sintió que era esencial que toda la orquesta moviera los arcos exactamente al mismo tiempo: todos hacia arriba, todos hacia abajo, de modo que en los ensayos previos a las actuaciones, pudiera detener la música si veía un arco fuera de posición".
Corelli fue de vital importancia en el proceso de transformación de la orquesta tradicional. En la generación anterior, los conjuntos eran bastante pequeños incluso para las representaciones de ópera y solo en ocasiones muy excepcionales se reclutaban grupos grandes, especialmente para festivales al aire libre. La orquesta de San Luigi, por ejemplo, no superaba los veinte miembros, ni siquiera en ocasiones prestigiosas, y la mayor parte del tiempo estaba formada por unos diez o quince miembros. Gracias al legado de antiguas prácticas polifónicas, los conjuntos hacían uso de diversos instrumentos de proporciones equilibradas, agrupados en "coros", cada uno compuesto por varios tipos de instrumentos. La generación de Corelli comenzó a cambiar este equilibrio de fuerzas hacia un predominio cada vez mayor de la sección de cuerdas, con énfasis en los violines, ampliando significativamente el número de músicos, agrupando los instrumentos en secciones homogéneas y separando a los cantantes de la orquesta. Su disposición espacial también cambió, adoptando una distribución que favoreció el lenguaje típico del concierto Grosso, con un pequeño conjunto solista, el concertino, separado del gran grupo ripieno.
Además de dirigir y ser concertino al mismo tiempo, Corelli era responsable de reclutar músicos para formar orquestas ocasionales, se encargaba del transporte de instrumentos, pagaba salarios y desempeñaba todas las funciones de un empresario de eventos moderno. En algunas ocasiones empleó a un inmenso número de músicos, hasta 150, muy por encima de todos los estándares de su época. Según el testimonio de Crescimbeni, "fue el primero en introducir en Roma conjuntos con tal cantidad de instrumentos y tal diversidad que era casi imposible creer que pudiera hacerlos tocar todos juntos sin temor a confusión, sobre todo porque combinaba instrumentos de viento instrumentos con las cuerdas, y el total muy a menudo superaba los cien elementos". Aunque el número de músicos varió mucho en cada actuación, el equilibrio de las orquestas de Corelli fue constante, con al menos la mitad de los músicos tocando violines y una cuarta parte ocupada con violonchelos, violones y contrabajos. La fracción restante se llenó con una variada instrumentación de violas, instrumentos de viento, laúdes, tiorbas, órganos, clavecines y otros, y dependía en gran medida del carácter de la música de la ocasión. Su intensa actividad a distintos niveles en el campo de la música orquestal dominó la escena romana y su papel de organizador, dinamizador y estandarte puede compararse al de Jean-Baptiste Lully en la corte de Luis XIV. Por extensión, se podría decir que todas las orquestas romanas entre 1660 y 1713 fueron “la orquesta de Corelli”.

### El compositor

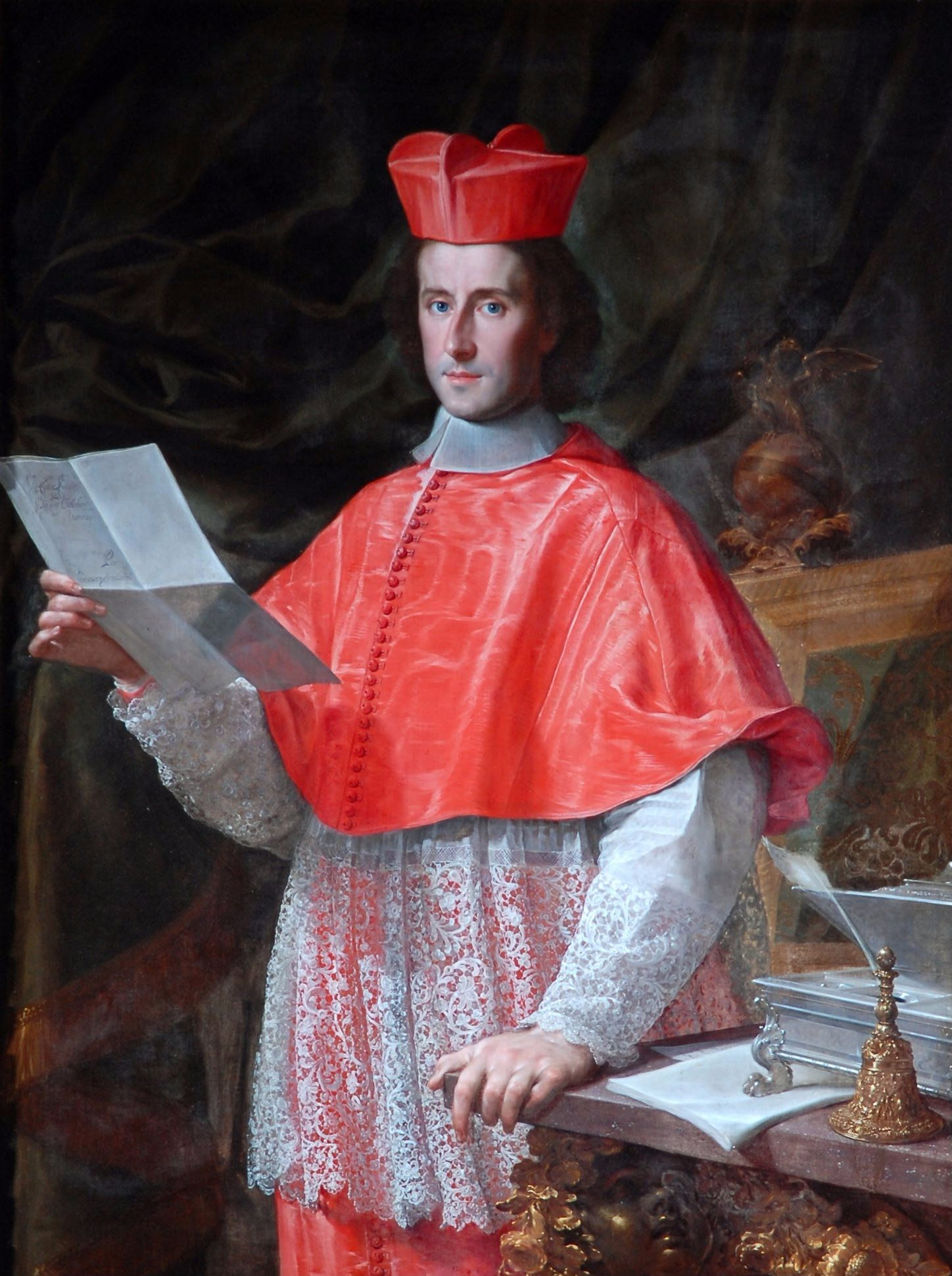
El Cardinale Pietro Ottoboni, Francesco Trevisani.

A pesar del amor típicamente barroco por lo extravagante, lo bizarro, lo asimétrico y lo dramático, la producción de Corelli se desvía de este patrón, favoreciendo los principios clasicistas de sobriedad, simetría, racionalidad, equilibrio y moderación expresiva, así como la perfección formal, apreciada repetidamente por crítica contemporánea y contemporánea, formulando con notable economía de medios una estética que se encuentra entre los fundamentos de la escuela musical neoclásica. En la descripción de la Enciclopedia de Música Larousse, "sin duda otros antes que él mostraron más originalidad, pero ninguno en su época mostró un interés más noble por el equilibrio y el orden, o por la perfección formal y el sentido de grandeza. A pesar de su De formación boloñesa, encarna la época clásica de la música italiana, gracias sobre todo a la tradición romana. [...] Aunque no inventó las formas que utilizó, Corelli les dio una nobleza y una perfección que lo convierten en uno de los más grandes clasicistas."
Las obras de Corelli fueron el resultado de una planificación larga y reflexiva, y se publicaron solo después de revisiones múltiples y cuidadosas. Su última colección parece haber tardado más de treinta años en completarse, y una declaración que dejó en una carta de 1708 da fe de su inseguridad: "Después de tantas y extensas revisiones, rara vez he sentido la confianza para entregar al público las pocas composiciones que lo envié a la imprenta." Un método tan riguroso, racionalmente organizado y estructurado, un anhelo tan fuerte de perfección ideal, son otras características que lo convierten en un clásico en oposición al espíritu salvaje, asimétrico, irregular e improvisador de los más típico barroco. Según palabras de Franco Piperno, "su obra impresa tiene una estructura excepcionalmente precisa y cohesiva, deliberadamente diseñada para ser didáctica, modeladora y monumental. No es casualidad que una de las figuras del frontispicio de su Opera Terza está escrito "para la posteridad", es decir, cómo lo vería la posteridad: como una autoridad en composición, interpretación y pedagogía, una fuente de ideas llenas de potencial". También fue muy rígido en la elección de los géneros a abordar: la sonata en trío, la sonata para instrumento solo y el gran concierto. Toda su producción es para cuerdas, con acompañamiento continuo de bajo, que podría ser interpretado por una combinación variable de órgano, clavecín, laúdes y/o tiorba. No dejó obras para voz, pero sus composiciones revelan una fuerte influencia de la música vocal en su metodismo y expresividad, así como en su tratamiento de la polifonía.
En su época, el círculo de quintas se estableció como el motor principal de las progresiónes armónicas y, según Richard Taruskin, Corelli más que nadie de su generación puso esto en práctica. Practicar un nuevo concepto con fines expresivos, dinámicos y estructurales, que fue fundamental para la sedimentación del sistema tonal. Manfred Bukofzer, igualmente, afirma que "Arcangelo Corelli merece crédito por la plena realización de la tonalidad en el campo de la música instrumental. Sus obras inauguran felizmente el período del Barroco tardío. [...] Aunque estrechamente ligado a la tradición del contrapunto de la antigua escuela boloñesa, Corelli manejó el nuevo lenguaje con una confianza impresionante". Por otro lado, las escalas cromaticas son raras en su música, pero las disonancias son relativamente comunes y utilizado como elemento expresivo, aunque siempre bien elaborado y bien resuelto. La crítica también ha destacado la integración armoniosa y equilibrada entre elementos polifónico y homofónico, siendo la polifonía la que se despliega libremente dentro de una estructura tonal. En su obra abundan las formas expresivas polifónicas, siendo las más comunes las fugas, contrapuntos simples y escrituras imitativas, con motivos repetidos sucesivamente por las distintas voces de forma alterna, normalmente también Se llaman fugas, pero en su estilo las fugas auténticas son raras, ya que su desarrollo se diferencia formalmente de los modelos convencionales, exhibiendo una amplia variedad de soluciones. Según Pincherle, uno de los aspectos más significativos del genio de Corelli reside en el movimiento coordinado de estas voces que se entrelazan, se evitan y se encuentran de tal manera que desarrollan motivos siempre diferentes, estableciendo una unidad a través del parentesco codicil de los diferentes. movimientos, método que Fausto Torrefranca comparó con la creación de "un friso que recorre los muros y fachadas de un templo".
Entre sus influencias se encuentran principalmente los maestros de la escuela boloñesa, como Giovanni Benvenuti, Leonardo Brugnoli y Giovanni Battista Bassani. También se destaca la influencia de Jean-Baptiste Lully, atestiguada por el propio Geminiani, así como por la escuela veneciana, en particular Francesco Cavalli, Antonio Cesti y Giovanni Legrenzi. Buelow también da fe de que la influencia de Palestrina en el desarrollo del estilo polifónico de su música fue en gran medida ignorada, una influencia recibida principalmente a través de su maestro Simonelli, quien era cantante del coro del Capilla Sixtina, donde la obra de Palestrina fue uno de los buques insignia del repertorio.
Su música incluye:
- 12 sonatas en trío para dos violines y continuo, opus 1 (1681);
- 12 sonatas en trío para dos violines y continuo, opus 2 (1685);
- 12 sonatas en trío sonatas para dos violines y continuo, opus 3 (1689);
- 12 sonatas en trío para dos violines y continuo, opus 4 (1694);
- 12 sonatas para violín y continuo, opus 5 (1700) - (12.ª - La Follia);
- 12 concerti grossi, opus 6 (1714).
- Una sinfonía para el oratorio Santa Beatrice d'Este de G. L. Lulier (1689)
- Sonata a 4 en sol menor para dos violines, viola y continuo (publ. Ámsterdam, 1699)
- Sonata a 4 en mi menor para dos violines, viola y continuo (publ. Ámsterdam, 1699)
- Sonata a 4 en re mayor para trompeta, dos violines y continuo (publ. Londres, 1704)
- 6 sonatas en trío para dos violines y continuo, opus post. (Ámsterdam, 1714)

El pequeño tamaño de su obra publicada, junto con relatos literarios de la composición de muchas piezas no identificadas en el contenido de las seis colecciones, ha llevado a algunos investigadores a imaginar que una gran cantidad de obras se han perdido, y se ha especulado que Es posible que fueran incluso más grandes en el centro, pero esta impresión podría ser exagerada o incluso completamente errónea. Hay, por ejemplo, descripciones de la interpretación de varias sinfonías, un género que en aquella época se cultivaba como música instrumental independiente y se integraba en óperas, oratorios y ballets como oberturas o interludios. Sin embargo, la palabra sinfonía tenía en aquella época un uso muy impreciso y, de hecho, tales obras pueden corresponder a secciones individuales de lo que ha llegado hasta nosotros como su concierto Grossi. Además, los lentos métodos compositivos de Corelli y sus escrúpulos hacia la perfección, que le llevaron a perfeccionar sus inventos durante mucho tiempo, pueden indicar lo contrario: que lo que consideraba digno de presentación pública era exactamente lo que imprimió, y que realmente no se perdió nada. o al menos nada importante. En las últimas décadas han aparecido varios manuscritos, completos o fragmentados, cuya autoría ha sido cuestionada. Varios tal vez sean auténticos, pero aparentemente fueron ensayos para obras modificadas posteriormente, o piezas escritas ad hoc para algún evento específico, y luego abandonadas por carecer de importancia. Otros, publicados al menos una vez, pueden ser adaptaciones de otros autores de material corelliano auténtico.
En una categoría propia se encuentra la colección de conciertos Grossi que Geminiani publicó en Londres entre 1726 y 1729, adaptando material de la Ópera Quinta y dando el debido crédito a Corelli como autor. Esta serie se hizo popular y sufrió numerosas reimpresiones, lo que fue directamente responsable de la fama duradera de Corelli en Inglaterra. Además, muchos otros durante el siglo XVIII crearon adaptaciones más o menos exitosas de sus piezas, para diversos conjuntos, incluida la voz.